# Ricomincio da tre
Ricomincio da tre és una pel·lícula de comèdia italiana del 1981 dirigida, co-escrita i protagonitzada per Massimo Troisi en el seu debut cinematogràfic. La pel·lícula va ser guardonada amb dos premis David di Donatello a la millor pel·lícula i al millor actor.

## Sinopsi
Gaetano és un noi tímid napolità que viu amb la seva família: un germà, una germana, la seva mare i el seu pare, un home extremadament catòlic que ha perdut la mà dreta i confia en un miracle de la Mare de Déu de les Espases per recuperar-la.
Cansat i avorrit de l'excessiu provincialisme del seu "seguici" i del seu treball alienant en una fàbrica d'aliments, Gaetano decideix fer una excursió a la ciutat més moderna i cosmopolita de Florència. Allà coneix una noia bonica, la Marta, i s'enamoren. Gaetano s'instal·la amb la Marta i més tard s'uneix al seu vell amic Lello, un noi maldestre i rotund, tot i que molt divertit en la seva amistat amb el protagonista.
Una nit a la casa de Marta, mentre llegia un manuscrit, Marta revela que està embarassada i no està segura que Gaetano sigui el pare del nen: la Marta va tenir una relació amb un noi adolescent i li explica sincerament la història a Gaetano, amargat, i torna a Nàpols, oficialment per al casament de la seva germana, en realitat per aclarir la seva ment sobre els fets. Allà es descobreix molt enamorat de Marta i torna a Florència, acceptant el seu fill encara que no estigui segur de ser el pare natural.

## Repartiment
- Massimo Troisi: Gaetano
- Fiorenza Marchegiani: Marta
- Lello Arena: Lello
- Marco Messeri: El goih
- Lino Troisi: Ugo, pare de Gaetano
- Renato Scarpa: Robertino
- Jeanne Mas: Jeanne

## Producció
Fulvio Lucisano, productor de la pel·lícula, a l'entrevista de l'edició en DVD de Ricomincio da tre, recorda que va portar la pel·lícula a la seva estrena mundial a Messina, quan ningú més n'estava interessat: a partir d'aquest emocionant debut va començar l'enorme èxit de la pel·lícula que més tard es va convertir en la taquilla a Itàlia. També sembla ser la pel·lícula que ha estat més temps als cinemes italians fins ara, amb un rècord de 43 setmanes consecutives.
Amb aquesta pel·lícula, Troisi va guanyar fama i popularitat a Itàlia, deixant el teatre i dedicant-se al cinema. Amb ell també segueix la figura de Lello Arena, que com Troisi abandona el teatre per dedicar-se a la gran pantalla.
La pel·lícula va recaptar uns 15.000 milions de lires, cosa que la va convertir en un èxit absolut de taquilla la temporada 1980-81.

## Reconeixements
- 1981 - David di Donatello
  - Millor pel·lícula
  - Millor actor protagonista a Massimo Troisi
  - Nominació Millor guió a Massimo Troisi
  - Nominació Millor productor a Fulvio Lucisano e Mauro Berardi
- 1981 - Nastro d'argento
  - Millor director revelació a Massimo Troisi
  - Millor productor a Fulvio Lucisano i Mauro Berardi
  - Millor guió a Massimo Troisi
  - Millor actor revelació a Massimo Troisi
  - Nominació Millor actor protagonista a Massimo Troisi
  - Nominació Millor actor no protagonista a Lello Arena
- 1981 - Globo d'oro
  - Millor opera prima a Massimo Troisi
  - Millor actor revelació a Massimo Troisi
- 1981 - Grolla d'oro
  - Millor actor revelació a Massimo Troisi
  - Millor actriu revelació a Fiorenza Marchegiani
- 1981 - Premi Angelo Rizzoli
  - Millor pel·lícula
  - Millor actor a Massimo Troisi
- 1981 - Premi Antonio De Curtis
  - Millor direcció a Massimo Troisi
- 1981 - Targa Mario Gromo
  - Millor actor a Massimo Troisi
  - Millor actriu a Fiorenza Marchegiani